# Asiomorpha coarctata
Asiomorpha coarctata är en mångfotingart som först beskrevs av Henri Saussure 1860.  Asiomorpha coarctata ingår i släktet Asiomorpha och familjen orangeridubbelfotingar. Inga underarter finns listade i Catalogue of Life.

## Bildgalleri

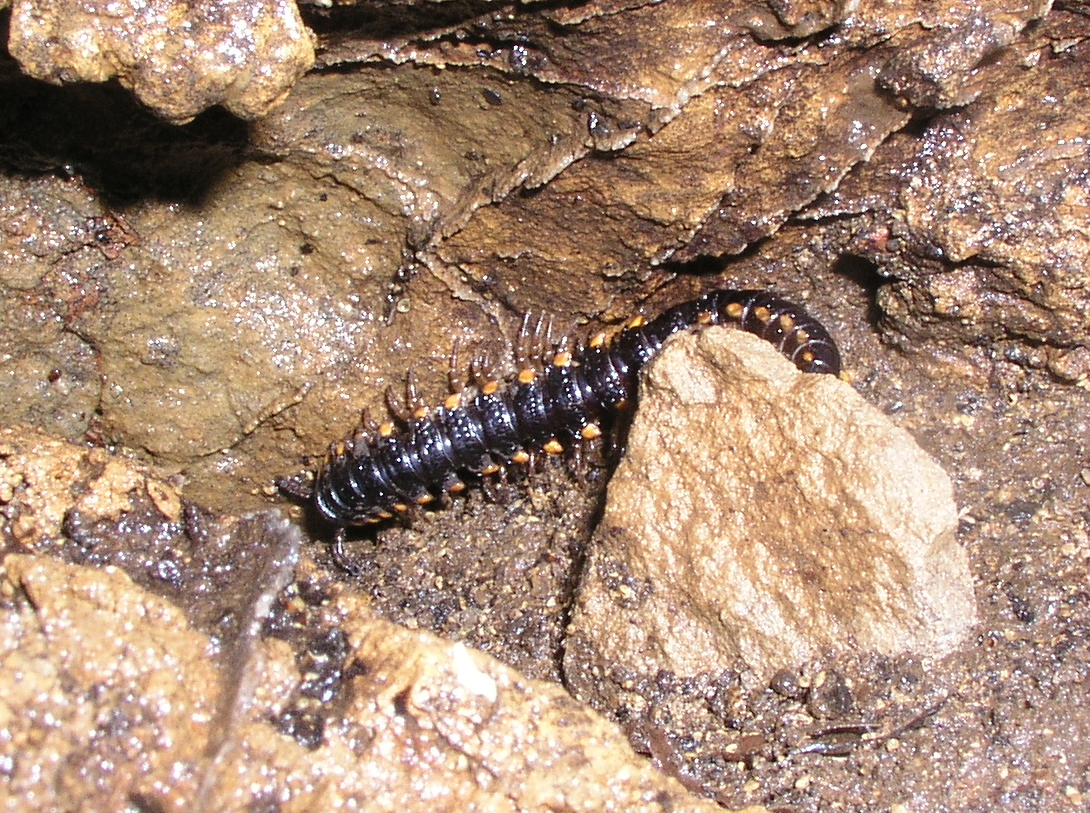
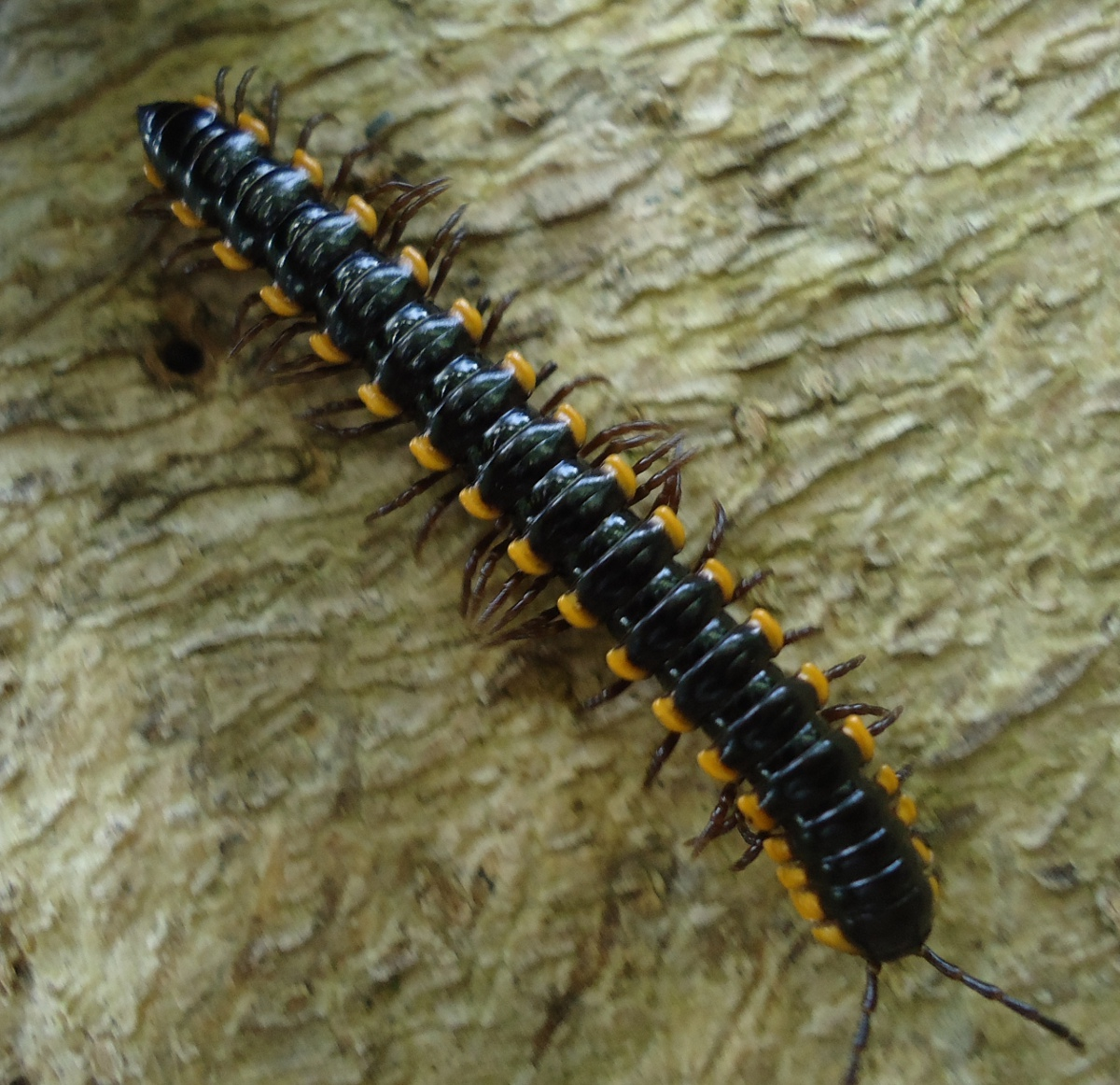
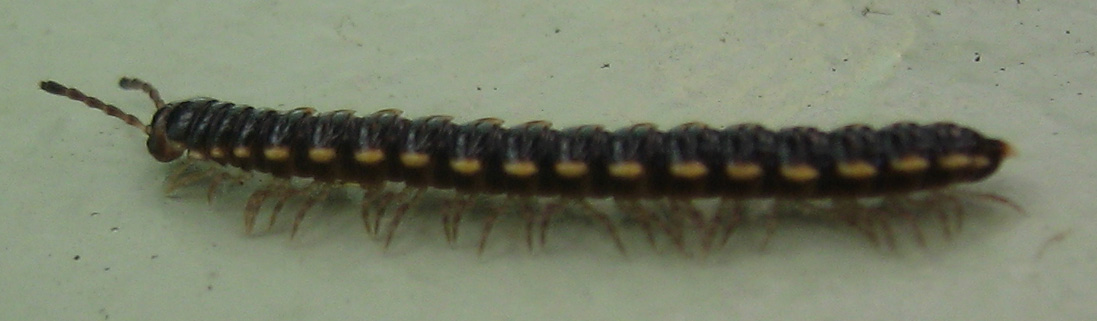